# Atrichopogon montium
Atrichopogon montium är en tvåvingeart som beskrevs av Stora 1936. Atrichopogon montium ingår i släktet Atrichopogon och familjen svidknott.
Artens utbredningsområde är Kanarieöarna. Inga underarter finns listade i Catalogue of Life.